# Стеријина награда за најбољу представу
Стеријина награда за најбољу представу јесте једна од једанаест награда додељених током Стеријиног позорја које се сваке године одржава у част Јовану Стерији Поповићу.

## Добитници

### Од 1956. до 1960.
- 1956.- "Родољупци" Јована Стерије Поповића, у режији Мате Милошевића и извођењу Југословенског драмског позоришта из Београда
- 1957.- "Свога тела господар" Славка Колара, у режији Бранка Гавеле и Људевита Галића и извођењу Загребачког драмског казалишта из Загреба
- 1958.- "У луци су орахове љуске" Јанеза Жмавца, у режији Славка Јана и извођењу Словенског народног гледалишча из Љубљане
- 1959.- "Страдија" Радоја Домановића, у драматизацији Борислава Михајловића и у режији Јована Путника и извођењу Српског народног позоришта из Новог Сада
- 1960.- "Звезде су вечне" Матеја Бора, у режији Славка Јана и извођењу Словенског народног гледалишча из Љубљане

### Од 1961. до 1970.
- 1961.- "У логору" Мирослава Крлеже, у режији Бранка Гавеле и извођењу Загребачког драмског казалишта из Загреба
- 1962.- "Откриће" Добрице Ћосића, у драматизацији Мирослава Беловића и Јована Ћирилова и у режији Мате Милошевића и Предрага Бајчетића и извођењу Југословенског драмског позоришта из Београда
- 1963.- "У агонији" Мирослава Крлеже, у режији Францеа Јамника и извођењу Словенског народног гледалишча из Љубљане
- 1964.- "Ожалошћена породица" Бранислава Нушића, у режији Мате Милошевића и извођењу Југословенског драмског позоришта из Београда
- 1965.- "Халелуја" Ђорђа Лебовића, у режији Димитрија Ђурковића и извођењу Српског народног позоришта из Новог Сада
- 1966.- "Саблазан у долини Шентфлоријанској" Ивана Цанкара, у режији Мила Коруна и извођењу Словенског народног гледалишча из Љубљане
- 1967.- "Покојник" Бранислава Нушића, у режији Љубише Георгијевског и извођењу Драмског театра из Скопља
- 1968.- није додељена
- 1969.- није додељена
- 1970.- "Село Сакуле, а у Банату" Зорана Петровића, у режији Димитрија Ђурковића и извођењу Српског народног позоришта из Новог Сада

### Од 1971. до 1980.
- 1971.- "Краљево" Мирослава Крлеже, у режији Дина Радојевића и извођењу Драмског казалишта Гавела из Загреба
- 1972.- "Представа „Хамлета“ у селу Мрдуша Доња, опћине Блатуша" Ива Брешана, у режији Божидара Виолића и извођењу Театра ИТД из Загреба
- 1973.-није додељена
- 1974.- "Покондирена тиква" Јована Стерије Поповића, у режији Дејана Мијача и извођењу Српског народног позоришта из Новог Сада
- 1975.- "Изгубљени син" Андреја Хинга, у режији Мила Коруна и извођењу Местног гледалишча љубљанског из Љубљане
- 1976.- "Женидба и удадба" Јована Стерије Поповића, у режији Дејана Мијача и извођењу Народног позоришта из Сомбора
- 1977.- "Киклоп" Ранка Маринковића, у режији Косте Спаића и извођењу Хрватског народног казалишта из Загреба
- 1978.- "Камен за под главу" Милице Новковић, у режији Миленка Маричића и извођењу Атељеа 212 из Београда
- 1979.- "Ослобођење Скопља" Душана Јовановића, у режији Љубише Ристића и извођењу Центра за културну дјелатност ССО, Радна заједница „Ослобођење Скопља“ из Загреба
- 1980.- "Дивље месо" Горана Стефановског, у режији Слободана Унковског и извођењу Драмског театра из Скопља

### Од 1981. до 1990.
- 1981.- "Слуге" Ивана Цанкара, у режији Душана Јовановића и извођењу Местног гледалишча љубљанског из Љубљане
- 1982.- "Дундо Мароје" Марина Држића, у режији Ивице Кунчевића и извођењу Хрватског народног казалишта из Загреба
- 1983.- "Хрватски фауст" Слободана Шнајдера, у режији Слободана Унковског и извођењу Југословенског драмског позоришта из Београда
- 1984.- "Господа Глембајеви" Мирослава Крлеже, у режији Петра Вечека и извођењу Драмског казалишта Гавела из Загреба
- 1985.- "Срећна Нова 1949!" Гордана Михића, у режији Слободана Унковског и извођењу Македонског народног театра из Скопља
- 1986.- "Путујуће позориште Шопаловић" Љубомира Симовића, у режији Дејана Мијача и извођењу Југословенског драмског позоришта из Београда
- 1987.- "Родољупци" Јована Стерије Поповића, у режији Дејана Мијача и извођењу Југословенског драмског позоришта из Београда
- 1988.- није додељена
- 1989.- "Лепа Вида" Ивана Цанкара, у режији Мете Хочевара и извођењу Словенског сталног гледалишча из Трста
- 1990.- "Кула Вавилонска" Горана Стефановског, у режији Слободана Унковског и извођењу Драмског театра из Скопља

### Од 1991. до 2000.
- 1991.- није додељена
- 1992.- "Лажа и паралажа" Јована Стерије Поповића, у режији Егона Савина и извођењу Српског народног позоришта из Новог Сада
- 1993.- "Чудо у Шаргану" Љубомира Симовића, у режији Егона Савина и извођењу Српског народног позоришта из Новог Сада
- 1994.- "Лажни Цар Шћепан Мали" Петра II Петровића Његоша, у режији Дејана Мијача и извођењу Југословенског драмског позоришта из Београда и Града театар из Будве
- 1995.- "Сумњиво лице" Бранислава Нушића, у режији Дејана Мијача и извођењу Српског народног позоришта из Новог Сада
- 1996.- "У потпалубљу" Владимира Арсенијевића, у режији Никите Миливојевића и извођењу Југословенског драмског позоришта из Београда
- 1997.- "Бановић Страхиња" Борислава Михајловића Михиза, у адаптацији и режији Никите Миливојевића и извођењу Града театар из Будве
- 1998.- "Горски вијенац" Петра II Петровића Његоша, у адаптацији и режији Бранислава Мићуновића и извођењу Црногорског народног позоришта из Подгорице
- 1999.- "Каролина Нојбер" Небојше Ромчевића, у режији Никите Миливојевића и извођењу Града театар из Будве
- 2000.- "Проклета авлија" Иве Андрића, у драматизацији и режији Небојше Брадића и извођењу Крушевачког позоришта из Крушевца

### Од 2001. до 2010.
- 2001.- "Јегоров пут" Виде Огњеновић, у адаптацији и режији Виде Огњеновић и извођењу Град театра из Будве
- 2002.- "Чудо у Шаргану" Љубомира Симовића, у режији Дејана Мијача и извођењу Атељеа 212 из Београда
- 2003.- "Породичне приче" Биљане Србљановић, у режији Габора Русњака и извођењу Позоришта „Чики Гергељ“ из Капошвара, из Мађарске
- 2004.- "Професионалац" Душана Ковачевића, у режији Лоранс Калам и извођењу Theatre Le poche из Женеве Theatre Vidy E.T.E. из Лозане, из Швајцарске
- 2005.- није додељена
- 2006.- "Скакавци" Биљане Србљановић, у режији Јануша Кица и извођењу Загребачког казалишта младих из Загреба, из Хрватске
- 2007.- "Наход Симеон" Милене Марковић, у режији Томија Јанежича и извођењу Српског народног позоришта из Новог Сада и Стеријиног позорја
- 2008.- "Ћеиф" Мирзе Фехимовића, у режији Егона Савина и извођењу Београдског драмског позоришта из Београда
- 2009.- "Брод за лутке" Милене Марковић, у режији Ане Томовић и извођењу Српског народног позоришта из Новог Сада
- 2010.- "Бродић за лутке" Милене Марковић, у режији Александра Поповског и извођењу Словенског народног гледалишча из Љубљане, Словенија

### Од 2011. до 2020.
- 2011.- "Кукавичлук" ауторски пројекат Оливера Фрљића у извођењу Народног позоришта из Суботице
- 2012.- "Радници умиру певајући" Олге Димитријевић, у режији Анђелке Николић и извођењу Битеф театра из Београда и Хартефакт фонда
- 2013.- "Зона Замфирова" мјузикл по делу Стевана Сремца, у режији Кокана Младеновића и извођењу Позоришта на Теразијама
- 2014.- "Неопланта" по роману Ласла Вегела, у режији Андраша Урбана и извођењу Новосадског позоришта
- 2015.- "Казимир и Каролина" Едена фон Хорвата, у режији Снежане Тришић и извођењу Атељеа 212 из Београда
- 2016.- "Пијани" Ивана Вирипајева, у режији Бориса Лијешевића и извођењу Атељеа 212 из Београда
- 2017.-  није додељена
- 2018.- "Јами дистрикт" Милена Богавац, у режији Кокана Младеновића и извођењу Битеф театра из Београда
- 2019.- "Хасанагиница" Љубомира Симовића, у режији Андраша Урбана и извођењу Новосадског позоришта
- 2020.- "Semper Idem" по роману Ђорђа Лебовића, у режији Горчина Стојановића и извођењу Народног позоришта из Сомбора

### Од 2021. до 2030.
- 2021.- "Ако дуго гледаш у понор" по роману Енеса Халиловића, у режији Златка Паковића и извођењу Регионалног позоришта из Новог Пазара
- 2022.- "Последње девојчице" Маје Пелевић, у режији Кокана Младеновића и извођењу Позоришта "Деже Костолањи", Суботица